# 突尼西亞奧林匹克球場

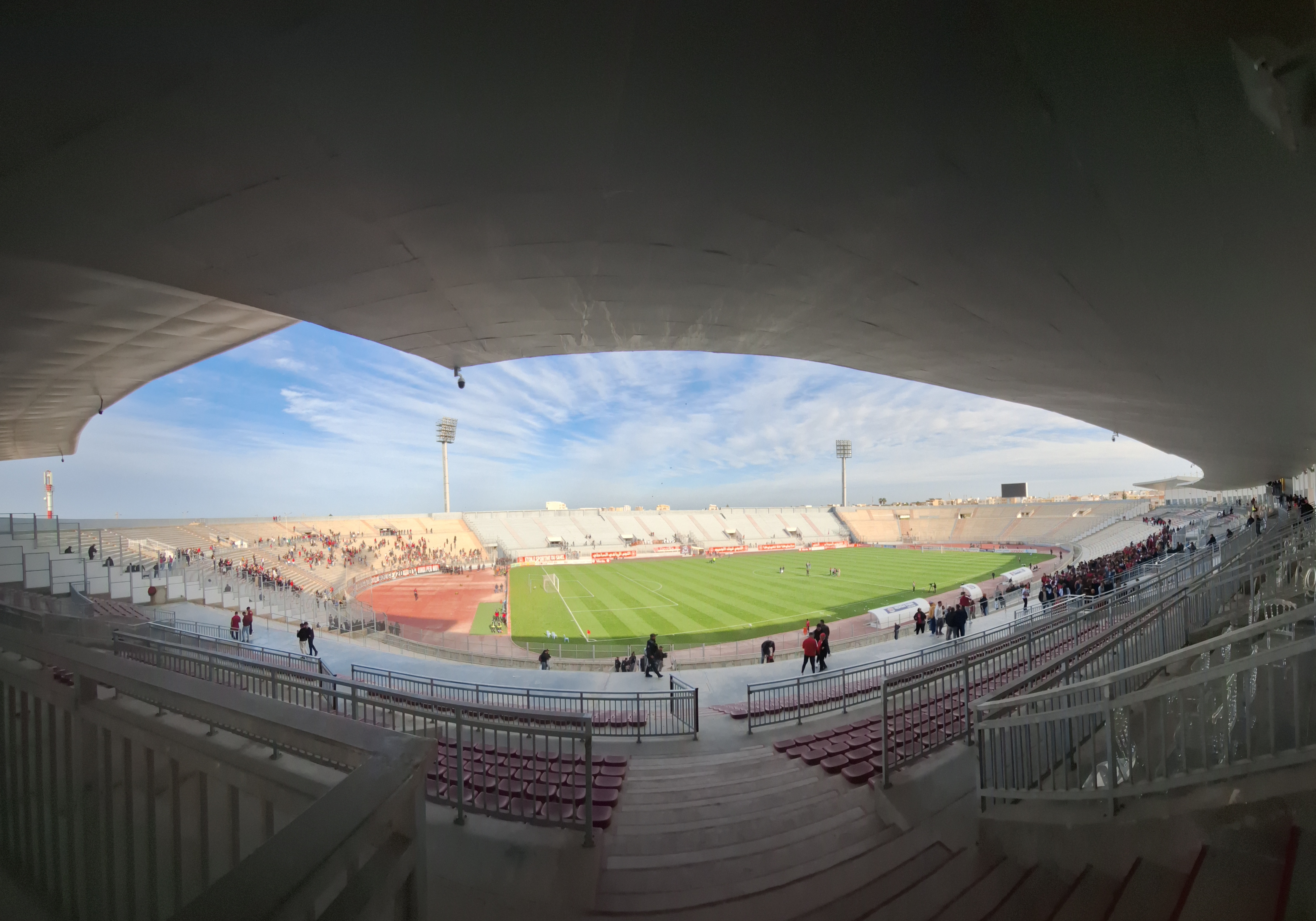
蘇塞奧林匹克體育場

奥林匹克球場（阿拉伯语：‎）是一个在突尼斯苏塞的多用途體育館。 它是沙希爾星隊的主場，以及用于舉辦 2004年非洲国家杯。 体育场最多能容納28,000人的觀眾。
它也曾被使用於舉辦1977年的国际足联世界青年锦标赛， 1994年的非洲杯，2001年的地中海运动会 和 2004年的非洲国家杯。